# Europe continentale

Europe continentale.

L'Europe continentale est la partie contiguë du continent européen, excluant explicitement ses différentes îles majeures[réf. nécessaire], notamment et suivant les contextes les îles méditerranéennes (Corse, Sardaigne, Sicile, Malte, Crète, Baléares, etc.), atlantiques (Canaries, Açores, Madère, Islande) et surtout britanniques (Grande-Bretagne, Irlande), ainsi que la péninsule Scandinave dans certains cas. Cette dichotomie entre les îles et le « continent » s'explique par les différences culturelles et les conflits politiques et économiques vécus au cours de l'histoire ou encore ressentis entre les îliens et leurs compatriotes continentaux, ou l'ensemble de l'Europe ou de l'Union européenne.
Dans l'aire germanique, le même terme (en suédois Kontinenten, en norvégien Kontinentet) désigne le continent européen à l'exclusion de la péninsule Scandinave, mais en incluant le Danemark, avec tout ou partie de son archipel (l'Ile de Fionie est plutôt rapprochée au reste du continent tandis que la Sélande est davantage incluse dans la sphère péninsulaire, d'autant plus que Copenhague est situé côté suédois). Ceci s'explique par le fait que, même si la Suède et la Norvège sont géographiquement contiguës au reste du continent, un Européen s'y rend plus souvent par la mer, en traversant la Baltique, que par les routes de Laponie.
A noter toutefois que depuis la construction du Pont de l'Øresund et la liaison du Grand Belt à la fin des années 90, le caractère "insulaire" de la péninsule n'est plus aussi flagrant avec la possibilité de voyager du Jutland à la Scanie par voie terrestre. Néanmoins, depuis la fermeture de la frontière russo-finlandaise en 2023, la Finlande se retrouve dans la même situation d'isolement terrestre par rapport à ses partenaires européens.
Au Royaume-Uni, le terme désigne l’ensemble de l'Europe, à l'exception des îles Britanniques et de l'Islande.